# پروی مای
پروی مای (انگلیسی: Pervy May) یک شهرک در شهرستان اوچالینسکی استان باشقیرستان کشور روسیه است.